# Mas Rubió (Aiguamúrcia)
El Mas Rubió és una masia del municipi d'Aiguamúrcia (Alt Camp) que forma part de l'Inventari del Patrimoni Arquitectònic de Catalunya.

## Descripció
El Mas Rubió és format per un conjunt de construccions disposades orgànicament entorn d'un nucli central d'habitatge. Aquest edifici principal presenta les característiques típiques de la masia catalana: planta rectangular amb teulada a dues vessants i tres pisos d'alçada. La porta d'accés, d'arc de mig punt rebaixat, s'obre a un costat. En els pisos superiors hi ha diverses obertures irregulars. La resta d'edificacions presenten teulada a una vessant. Els materials bàsics de construcció són la pedra i el maó.

## Història
La construcció inicial de la masia no està documentada, i les diverses etapes d'edificació en dificulten la datació. No obstant això, la propietària actual assegura que es tracta d'un dels masos més antics del municipi d'Aiguamúrcia, l'origen del qual remunta a l'època medieval. És una de les poques masies que encara avui manté la seva funció inicial de casa agrícola, habitada de forma permanent pels propietaris i per alguns treballadors en èpoques de collita.